# Phonorhynchoides haegheni
Phonorhynchoides haegheni är en plattmaskart som beskrevs av Artois och Schockaert 200. Phonorhynchoides haegheni ingår i släktet Phonorhynchoides och familjen Polycystididae. Inga underarter finns listade i Catalogue of Life.